# Springdale (Pennsylvania)
Springdale è un comune degli Stati Uniti d'America nella Contea di Allegheny, nella Pennsylvania. La sua popolazione al censimento del 2000 contava 3 828 residenti.

## Società

### Evoluzione demografica
La composizione etnica della zona comprende una netta maggioranza di bianchi (99,03%), seguita da afroamericani (0,29%).
| Borough di Springdale Popolazione |       |
| 2000                              | 3 828 |
| Stima al 01-07-07                 | 3 514 |